# Казе Цанаси (Алесандрија)
Казе Цанаси је насеље у Италији у округу Алесандрија, региону Пијемонт.
Према процени из 2011. у насељу је живело 21 становника. Насеље се налази на надморској висини од 203 м.